# Saint-Brancher
Saint-Brancher is een gemeente in het Franse departement Yonne (regio Bourgogne-Franche-Comté) en telt 325 inwoners (2005). De plaats maakt deel uit van het arrondissement Avallon.

## Geografie
De oppervlakte van Saint-Brancher bedraagt 22,6 km², de bevolkingsdichtheid is 14,4 inwoners per km².
De onderstaande kaart toont de ligging van Saint-Brancher met de belangrijkste infrastructuur en aangrenzende gemeenten.

## Demografie
Onderstaande figuur toont het verloop van het inwonertal (bron: INSEE-tellingen).